# Mayflower
El Mayflower (en català Flor de Maig) va ser un vaixell mercant de 90 peus (27,4 metres) i 180 tones del segle xvii.
El 1620 va portar 102 immigrants anglesos ("The Pilgrim fathers" o "pares pelegrins") de Plymouth (Anglaterra) a la Colònia de Plymouth (Massachusetts).

## Llista de passatgers
- John Alden (avantpassat dels Presidents John Adams i John Quincy Adams).
- Isaac Allerton, la seva esposa Mary (Norris) Allerton, el seu fill Bartholomew Allerton, la seva filla Mary Allerton i el seu fill Remember Allerton.
- John Allerton (cap relació amb els Allerton esmentats a dalt).
- John Billington i la seva esposa Eleanor Billington.
- Frances Billington (cap relació amb els Billington esmentats a dalt) i el seu fill John Billington (avantpassat del President James A. Garfield).
- William Bradford i la seva esposa Dorothy May Bradford.
- William Brewster i la seva esposa Mary Brewster (avantpassats del President Zachary Taylor).
- Love Brewster i son germà Wrestling Brewster.
- Richard Britteridge.
- Peter Brow.
- William Butten (mort durant la travessia).
- Robert Cartier.
- John Carver i la seva esposa Katherine (White) Carver.
- James Chilton i la seva esposa Susanna Chilton.
- Mary Chilton (cap relació amb els Chilton esmentats a dalt).
- Richard Clarke.
- Francis Cooke i son fill John Cooke.
- Humility Cooper.
- John Crackston i son fill John Crackston.
- Edward Doty.
- Francis Eaton, la seva esposa Sarah Eaton i el seu fill Samuel Eaton.
- M. (nom inconegut) Ely (mariner).
- Thomas English.
- Moses Fletcher.
- Edward Fuller, la seva esposa Ann Fuller i el seu fill Samuel Fuller.
- Samuel Fuller (cap relació amb els Fuller esmentats a dalt), (metge).
- Richard Gardiner.
- John Goodman
- William Holbeck
- John Hooke
- Steven Hopkins, la seva esposa Elizabeth (Fisher) Hopkins, el seu fill Giles Hopkins, la seva filla Constance Hopkins, la seva filla Damaris Hopkins i el seu fill Oceanus Hopkins (nascut durant la travessia).
- John Howland.
- John Langmore.
- William Latham.
- Edward Leister.
- Edmund Margeson.
- Christopher Martin.
- Mary (Prower) Martin.
- Desire Minter.
- Elinor More.
- Jasper More.
- Richard More.
- Mary More.
- William Mullins, la seva esposa Alice Mullins, el seu fill Joseph Mullins i la seva filla Priscilla Mullins.
- Degory Priest.
- Solomon Prower.
- John Rigdale.
- Alice Rigdale.
- Thomas Rogers i son fill Joseph Rogers.
- Henry Sampson.
- George Soule.
- Myles Standishi la seva esposa Rose Standish.
- Elias Story.
- Edward Thompson.
- Edward Tilley i la seva esposa Ann (Cooper) Tilley.
- John Tilley, la seva esposa Joan (Hurst) Tilley i la seva filla Elizabeth Tilley.
- Thomas Tinker, la seva esposa i el seu fill (noms inconeguts).
- John Turner i dos fills seus (noms inconeguts).
- Richard Warren (avantpassat del President Ulysses S. Grant).
- William White, la seva esposa Susana White i els seus fills Peregrine White i Resolved White
- Roger Wilder.
- Thomas Williams.
- Edward Winslow, la seva esposa Elizabeth (Barker) Winslow i Gilbert Winslow (germà d'Edward Winslow).

## Presidents dels Estats Units descedents directes de passatgers del Mayflower
- John Adams, 1735 - 1826
- John Quincy Adams, 1767 - 1848
- Zachary Taylor, 1784 - 1850
- Ulysses Simpson Grant, 1822 - 1885
- James A. Garfield, 1831 - 1881
- Franklin Delano Roosevelt, 1882 - 1945
- George Herbert Walker Bush, 1924
- George Walker Bush, 1946